# Steereobryon subulirostrum
Steereobryon subulirostrum är en bladmossart som beskrevs av G. L. Smith 1971. Steereobryon subulirostrum ingår i släktet Steereobryon och familjen Polytrichaceae. Inga underarter finns listade i Catalogue of Life.